# Laaglandwisent
De laaglandwisent (Bos bonasus bonasus) is een ondersoort van de wisent (Bos bonasus). Het is de enige ondersoort van de wisent die vandaag de dag nog als zodanig voortbestaat. Deze ondersoort wordt nu meestal de "laaglandlijn" genoemd. Een andere ondersoort was de Kaukasische wisent (Bos bonasus caucasicus), maar deze is sinds 1927 uitgestorven. Afstammelingen van de Kaukasische wisent werden gefokt met laaglandwisenten en vormden zo een tweede foklijn, de "laagland-Kaukasuslijn".
Na hun uitsterven in het wild in 1919, werd een fokprogramma opgestart om de wisent van de ondergang te redden. Dit was mogelijk omdat er nog laaglandwisenten in gevangenschap leefden. De huidige laaglandwisenten stammen af van zeven individuen. Dit zijn twee koeien genaamd Planta en Plavia die werden geboren in Pszczyna, een stier genaamd Plebejer geboren in Pszczyna, een stier genaamd Bill geboren in de dierentuin van Boedapest, een koe genaamd Bilma geboren in Białowieża, een stier genaamd Begründer geboren in de Zoologischer Garten Berlin en tot slot een stier genaamd Bismarck geboren in Tiergarten Schönbrunn.
In 1952 werd de laaglandwisent, en daarmee de wisent als soort, voor het eerst sinds zijn uitsterven in het wild weer geherintroduceerd. Dit gebeurde in het Woud van Białowieża (Polen). In 2007 leefden er weer volbloed laaglandwisenten in vrijheid op vijf plaatsen in Polen, zeven locaties in Wit-Rusland, in het Regionaal Park Krekenavos in Litouwen en in de Oblast Lviv in Oekraïne.